# Johannesburg
Johannesburg (zulu: eGoli, lokalt även kallad "Joburg" eller "Jo'burg") är Sydafrikas största storstadsområde med 4,4 miljoner invånare (2011), varav cirka 1 miljon bor i centralorten. Den är huvudstad i provinsen Gauteng och är navet i stads- och industriområdet Witwatersrand. Stadens flygplats är Afrikas största och mest trafikerade.

## Geografi och klimat
Johannesburg ligger 1 753 meter över havet och är belägen på den stora platå, Highveld, som finns i östra Sydafrika. De centrala stadsdelarna är mycket regelbundet planerade, och huvudgatan Eloff Street omges av monumentala offentliga byggnader samt kontors- och företagsbyggnader. Som ett resultat av apartheidsystemet har de olika befolkningsgrupperna traditionellt bott åtskilt i egna bostadsområden, så att de centrala delarna av Johannesburg i stort sett har bebotts av vita, medan svarta, färgade och asiater har varit hänvisade till egna bostadsområden längre från centrum. Efter apartheidsystemets avskaffande är en sådan åtskillnad inte längre lagstadgad, men bosättningsmönstret har ändå i hög grad upprätthållits. Det största och mest kända av de svarta bostadsområdena är Soweto, som ligger i den sydvästra delen av kommunen City of Johannesburg Metropolitan Municipality.
Klimatet är torrt, även om regnskurar förekommer på sena eftermiddagar mellan oktober och april. Medeltemperaturen ligger runt 27°C på sommaren och 20 °C på vintern. Minusgrader och frost förekommer, men inträffar ganska sällan. Årsnederbörden ligger mellan 600 och 800 millimeter, med de största mängderna på sommaren.

## Demografi
Johannesburg grundades 1886 som ett resultat av guldfynd i området, och hade redan år 1900 mer än 100 000 invånare. Vid den senaste folkräkningen, genomförd 2011, hade Johannesburg 4 434 827 invånare inom storstadskommunens administrativa gräns, City of Johannesburg Metropolitan Municipality. Detta område inkluderar Johannesburg, Soweto (som är den folkrikaste orten) samt några andra orter av mindre storlek.   
42 % av befolkningen är under 24 år medan 6 % är över 60 år. Fördelningen mellan könen i storstadsområdet är ca 50,2 % män och 49,8 % kvinnor. De vanligaste språken är i storleksordning från störst till minst zulu, engelska, sotho, tswana och afrikaans. Över hälften av befolkningen är kristna.
Tillsammans med Ekurhuleni (även kallad East Rand) i öster bodde cirka 7,6 miljoner i Johannesburgs närområde 2011. Johannesburg ligger centralt i ett av Afrikas mest urbaniserade regioner, med Pretoriaområdet i norr, områden runt Randfontein och Westonaria i väster samt området runt Vereeniging och Vanderbijlpark i söder.

## Näringsliv och kultur
Johannesburg är Sydafrikas främsta handels- och finanscenter, och är en knutpunkt för järnvägs- och vägtrafiken. Den internationella flygplatsen ligger i Kempton Park i Ekurhuleni, nordost om staden. Johannesburg är centrum för guldfälten i Witwatersrand, och är omgivet av stora gruvanläggningar. I staden finns bland annat metall-, maskin- och textilindustri samt kemisk industri.
Johannesburg är säte för flera universitet, en teknisk högskola, ett universitetssjukhus och ett institut för medicinsk forskning. I staden finns en rad museer, bland annat ett geologiskt, ett etnologiskt och ett militärhistoriskt museum, samt ett järnvägsmuseum. Här finns även en zoologisk trädgård och ett planetarium.

## Kommunikationer

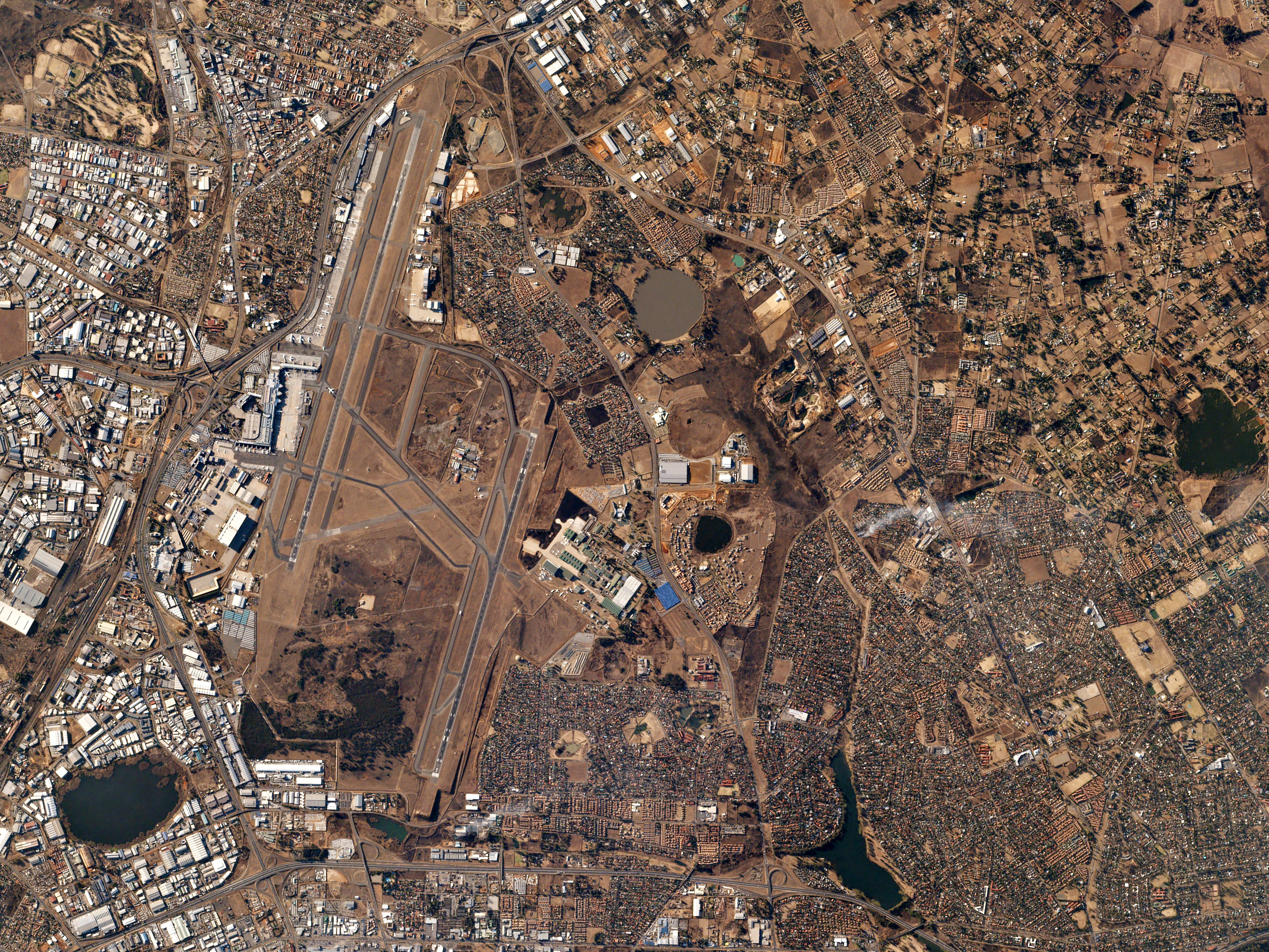
O. R. Tambo International Airport med omgivningar, juli 2016.

Johannesburg, Pretoria och omkringliggande orter har ett gemensamt pendeltågsnät kallat Metrorail Gauteng, med cirka 530 miljoner resor per år (ungefär som hela Storstockholms Lokaltrafik tillsammans).[källa behövs] Det finns också ett nät med bussar, ofta dubbeldäckare. Det finns, liksom i andra städer i Sydafrika, minibussar, så kallade "taxies", som är privatägda.
Det finns fjärrtåg till bland annat Kapstaden, Durban och Bloemfontein. Sydafrika har 1 067 mm spårvidd.
Utanför Johannesburg finns Afrikas mest trafikerade flygplats, OR Tambo internationella flygplats.